# فارفن
فارفن (به آلمانی: Farven) یک شهر در آلمان است که در Selsingen واقع شده‌است. فارفن ۷۰۳ نفر جمعیت دارد.